# Songs of Love and Loss
Albums de Tina Arena
Un autre univers
(2005) 7 vies
(2008)
Singles
1. To Sir With Love
Sortie : 24 novembre 2007

Songs of Love & Loss, ou Love and Loss en Europe francophone, est le septième album studio, et le premier album de reprises, de l'auteure-compositrice-interprète australienne Tina Arena, sorti le 1er décembre 2007. Le disque est le premier entièrement en anglais depuis six ans et le premier avec EMI depuis son premier album Strong as Steel en 1990. Il atteint la troisième position du classement ARIA Charts australien et y est certifié disque de platine une semaine après sa sortie. Until est la seule chanson originale de l'album. La version française de ce titre intitulée Ta vie est gravée sur son prochain album 7 vies. Le morceau Woman est présenté dans une version remixée ici. L'original provient de son album de 2001 Just Me.
Une édition de luxe de l'album sort le 19 avril 2008 comprenant un disque bonus de chansons enregistrées en public pendant cinq dates de sa tournée Love & Loss Tour.
Songs of Love & Loss est nommé dans la catégorie album le plus vendu aux 2008 ARIA Music Awards.
La galette est éditée dans une version différente en France, Belgique et en Suisse le 18 mai 2015,. Cette version est une composition de titres de l'édition australienne ainsi que de Songs of Love & Loss 2. Les chansons Never Tear Us Apart et Et puis après ne proviennent pas de ceux-ci, Never Tear Us Apart est inédit et Et puis après est issu de Un autre univers. Je dis Call Me est la version française de Call Me gravé sur Songs of Love & Loss 2.

## Listes des pistes
| 1.  | The Look of Love                          | Burt Bacharach, Hal David                         | 3:44 |
| 2.  | I Just Don't Know What to Do with Myself" | Bacharach, David                                  | 3:44 |
| 3.  | So Far away                               | Carole King                                       | 4:13 |
| 4.  | To Sir With Love                          | Don Black, Michael London                         | 3:40 |
| 5.  | The Man with the Child in His Eyes        | Kate Bush                                         | 4:31 |
| 6.  | Do You Know Where You're Going to         | Gerald Goffin, Michael Masser                     | 3:42 |
| 7.  | Love Hangover                             | Marilyn McLeod, Pam Sawyer                        | 4:27 |
| 8.  | I Only Want to Be with You                | Ivor Raymonde, Mike Hawker                        | 4:04 |
| 9.  | The Windmills of Your Mind                | Alan Bergman, Marilyn Bergman, Michel Legrand     | 3:46 |
| 10. | Everybody hurts                           | Bill Berry, Michael Stipe, Mike Mills, Peter Buck | 5:29 |
| 11. | Woman                                     | Tina Arena, Trina Harmon, Tyler Hayes             | 3:52 |
| 12. | Until                                     | Duck Blackwell, Paul Guardiani, Arena             | 4:40 |

| 1. | Wasn't It Good                      | Arena, Heather Field, Robert Parde | 5:10 |
| 2. | You Made Me Find Myself             | Arena, Desmond Child, Ty Lacy      | 4:57 |
| 3. | Les Trois Cloches (The Three Bells) | Jean Villard                       | 3:57 |
| 4. | Now I Can Dance                     | Arena, David Tyson                 | 4:42 |
| 5. | Sorrento Moon                       | Arena, Tyson, Christopher Ward     | 5:02 |

| 1.  | Living a Lifetime Together              | Arena, Francesco De Benedittis, Emanuelle Vidal De-Fonseca, Paul Manners | 3:18 |
| 2.  | The Look of Love                        | Burt Bacharach, Hal David                                                | 3:44 |
| 3.  | I Only Want to Be with You              | Ivor Raymonde, Michael Hawker                                            | 4:04 |
| 4.  | Do You Know Where You're Going To       | Gerald Goffin, Michael Masser                                            | 3:42 |
| 5.  | Et puis après (Duo avec Henri Salvador) | Henri Salvador, Lydia Martinico                                          | 2:42 |
| 6.  | The Windmills of Your Mind              | Alan Bergman, Marilyn Bergman, Michel Legrand                            | 3:46 |
| 7.  | Every Breath You Take                   | Sting                                                                    | 3:53 |
| 8.  | The Man with the Child in His Eyes      | Kate Bush                                                                | 4:31 |
| 9.  | Everybody hurts                         | Bill Berry, Michael Stipe, Mike Mills, Peter Buck                        | 5:29 |
| 10. | Never Tear Us Apart                     | Michael Hutchence, Andrew Farriss                                        | 2:51 |
| 11. | Close to You                            | Bacharach, David                                                         | 4:59 |
| 12. | Nights in White Satin                   | Justin Hayward                                                           | 5:01 |
| 13. | So Far away                             | Carole King                                                              | 4:13 |
| 14. | Both Sides Now                          | Joni Mitchell                                                            | 5:14 |
| 15. | Wouldn't It Be Good                     | Nik Kershaw                                                              | 3:52 |
| 16. | Je dis Call Me                          | Debbie Harry, Giorgio Moroder, Vincent Hare                              | 3:22 |